# Cholupická bažantnice
Cholupická bažantnice är ett naturreservat i Tjeckiens huvudstad Prag.   Det ligger 12 km söder om Prags centrum.